# Rahonavis ostromi
Rahonavis ostromi es la única especie conocida del género extinto Rahonavis  (mal. "amenaza de las nubes" + lat. "ave")  de dinosaurio terópodo paraviano, que vivió a finales del período Cretácico, hace aproximadamente 70 millones de años, en el Maastrichtiense, en lo que hoy es Madagascar. El nombre específico R. ostromi, es dedicado a John Ostrom, fue encontrado en el noroeste de la isla de Madagascar. Conocido a partir de un esqueleto parcial, catalogado bajo el número UA 8656, desenterrado de la Formación Maevarano en un sitio cercano a Berivotra, en la provincia de Mahajanga. El primer nombre que se le dio fue "Rahona", pero ya había sido dado a una mariposa nocturna de la familia Lymantriidae.

## Descripción
Rahonavis fue un pequeño predador, de alrededor del tamaño de un Archaeopteryx con unos 70 centímetros de largo y 0,45-2,27 kilogramos, con la típica garra falciforme de un Velociraptor en el segundo dedo del pie. Tenía una larga cola, una mandíbula coronada de dientes aserrados y una característica típica de los dromeosáuridos, la garra retráctil en el segundo dedo. Sobre la ulna hay evidencia de presencia de plumas lo que le daba una apariencia de ave. Aunque se lo suele representar en vuelo no hay evidencias firmes de que esto haya sucedido.

## Descubrimiento e investigación

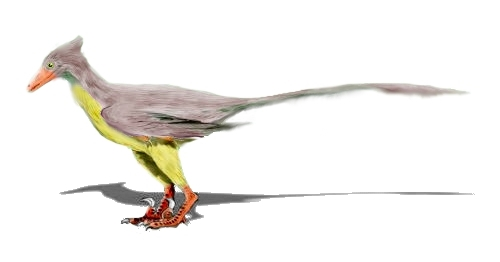
Recreación.

Rahonavis fue encontrado en 1995 en la Formación Maevarano por una expedición conjunta de la SUNY y la Universidad de Antananarivo cerca de la villa de Berivotra. La mayor parte de la formación geológica en el área esta cubierta por densas praderas herbáceas, haciendo la identificación de los fósiles dificultosa. Por suerte, cuando en la ladera de una colina fue expuesta por un incendio los restos de un titanosauriano quedaron expuestos. Y fue durante la excavación de éste que los huesos de Rahonavis se descubrieron entre los huesos del herbívoro. Rahonavis es conocido por un solo esqueleto, consistiendo en las patas traseras, torso, partes de la cola todas ellas articuladas y buenos restos de los miembros anteriores y huesos del hombro. Rahonavis era un quinto más grande que el Archaeopteryx, de alrededor del tamaño de un cuervo actual. Se ha encontrado un dentario asociado con el holotipo, aunque rara vez se describe.
Existe una carencia de parientes bien documentados de parientes de este animal, sin embargo una vértebra torácica solitaria encontrada en sedimentos de mediados del Cretácico, entre el Albiense al Cenomaniense, hace aproximadamente 100-99 millones de años en la región de Kem Kem, Marruecos, catalogada NMC 50852, es muy similar a las de R. ostromi. La ausencia de pleurocoelos encontrados en Rahonavis y el gran canal medular, lo hace pertenecer a un género distinto. Aunque el carácter anterior pueda variar dentro de las especies del mismo género, en vértebras individuales del mismo animal, y durante el crecimiento, la distancia en espacio y tiempo que los separa sugiere que no pertenece a Rahonavis.

## Clasificación
Rahonavis ha estado históricamente sujeta a cierta incertidumbre sobre su correcta clasificación, entre sí es un miembro del clado Aves o estrechamente vinculado a los dromeosáuridos. La presencia de inserciones de cálamos en su cúbito llevó inicialmente a su inclusión entre los pájaros. Sin embargo, el resto del esqueleto es típicamente el de un dromeosáurido en sus características. Dado las afinidades extremadamente cercanas entre los pájaros primitivos y sus primos dromeosáuridos, junto con la posibilidad de que el vuelo pudo haber aparecido y haberse perdido en múltiples ocasiones en estos grupos, ha dificultado colocar a Rahonavis firmemente dentro o fuera de las aves. Rahonavis podría ser un cercano pariente de Archaeopteryx, según lo sugerido originalmente por sus descriptores, y así un miembro del clado de las Aves, la pelvis muestra adaptaciones al vuelo similares en función a los de Archaeopteryx que parecen haber evolucionado independientemente.
Alternativamente, Makovicky y sus colegas consideran a Rahonavis como cercanamente emparentado con los dromeosáuridos sudamericanos Unenlagia y Buitreraptor, todos miembros de la subfamilia Unenlagiinae. Norell y sus colegas en 2006 también hallaron a Rahonavis como miembro de Unenlagiinae, siendo un taxón hermano de Unenlagia en sí. En 2007 un estudio de Turner y colegas lo encontró una vez más como un dromeosáurido unenlagiinido, cercanamente emparentado a Unenlagia.
Este consenso ha sido desafiado, sin embargo, por unos pocos estudios publicados desde 2009 que han encontrado muchos "dromeosáuridos" tradicionales, incluidos los unenlagiínidos, más cercanos a los Avialae que a los dromeosáuridos. Un gran análisis publicado por Agnolín y Novas en 2013 encontró a Rahonavis más cerca de Avialae que de Dromaeosauridae. Un análisis cladístico de Cau (2018) recuperó a Rahonavis como un probable pariente de los avialian0s de cola larga del Cretácico Temprano Jeholornis y Jixiangornis. El análisis de Hartman et al. de 2019 "rechazó enérgicamente" la supuesta posición aviana de Rahonavis, encuentra su ubicación en Unenlagiinae mejor apoyada ya que requiere 10 pasos menos. En 2020, se descubrió que Rahonavis y el Overoraptor sudamericano eran taxones hermanos en un clado hermano de los Avialae.

## Paleobiología

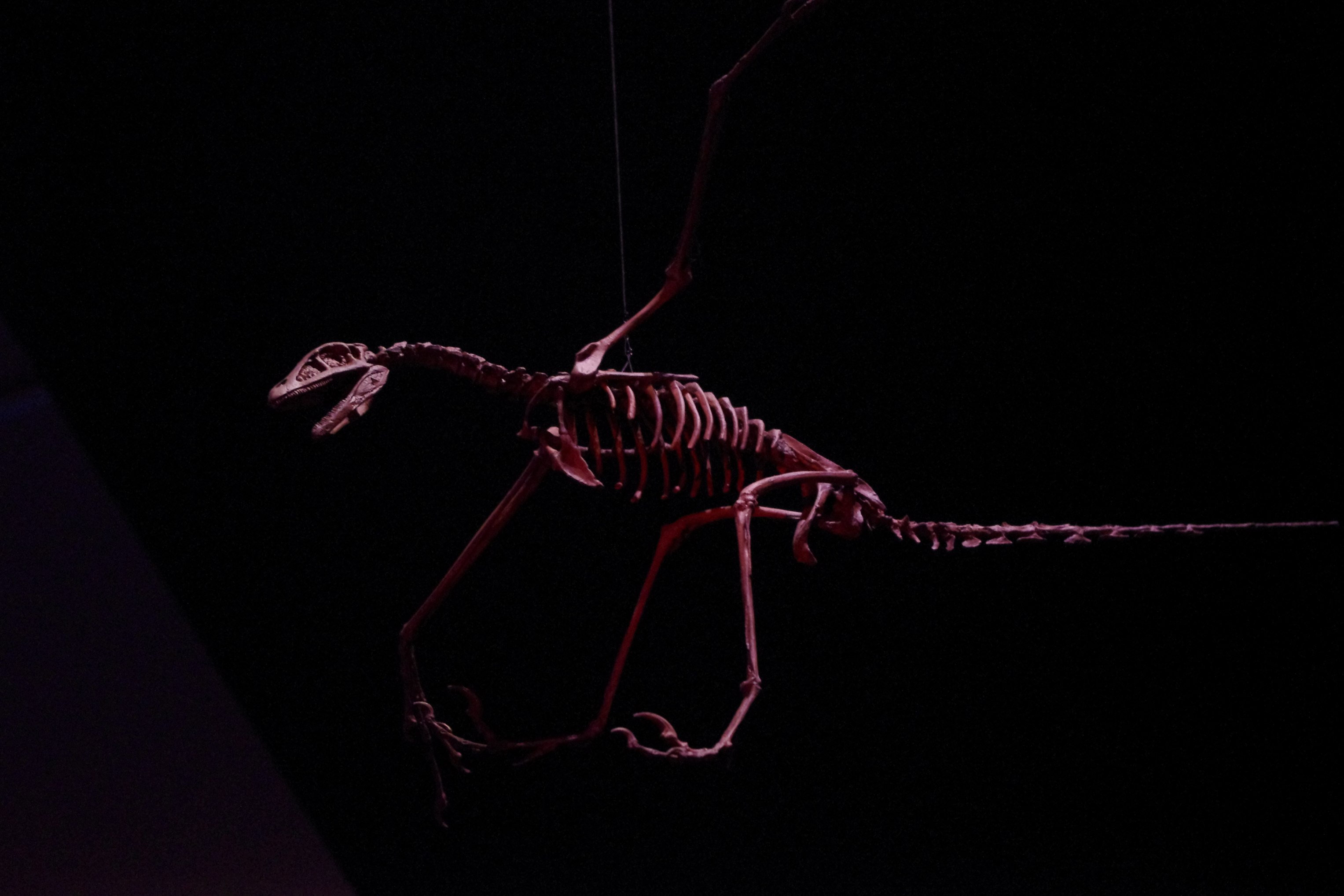
Esqueleto reconstruido de Rahonavis

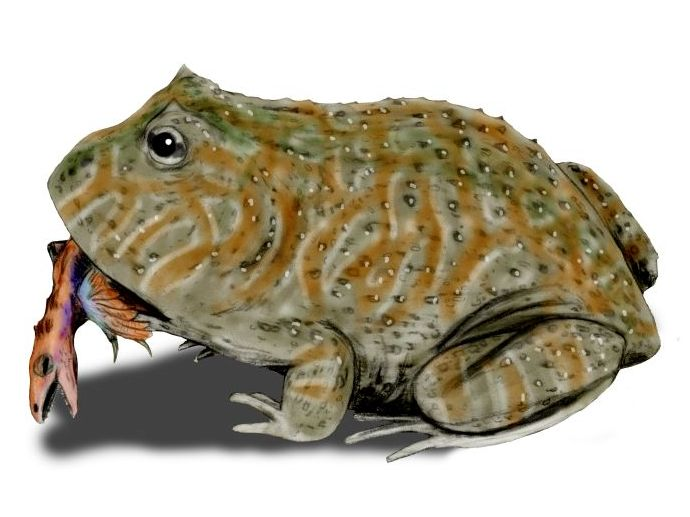
Un Beelzebufo comiendo a un Rahonavis.

Aunque numerosas reconstrucciones artísticas muestran a Rahonavis en vuelo, no está claro que pudiera volar, incluso ha habido algo de duda que el material del antebrazo, que incluye las marcas de plumas, pertenezca al resto del esqueleto. Algunos investigadores han sugerido que Rahonavis representa una quimera que consiste en el miembro superior de un pájaro combinado con el esqueleto de un dromeosáurido, y considera a Rahona como un  nomen dubium. El cercano descubrimiento de la primitiva ave Vorona berivotrensis por lo menos muestra que la posibilidad de que se mezclaran no puede ser excluida completamente. Sin embargo, muchos otros científicos, incluyendo los descriptores originales de Rahonavis, mantienen que sus restos pertenecen a un solo animal, citando la gran proximidad de los huesos del ala al resto del esqueleto. Todos los huesos atribuidos a Rahonavis fueron enterrados en un "área más pequeña que una hoja de carta", según Luis M. Chiappe en su libro de 2007 Dinosaurios glorificado. Además, Chiappe sostuvo que las sugerencias de una quimera por el paleornitólogo Larry Martin estaban basadas en la errónea interpretación de que el ala y los huesos de hombro eran más avanzados que son realmente. Chiappe mantiene que Rahonavis pudo probablemente haber volado, observando que su ulna era grande y robusta comparada a la de Archaeopteryx, y esto junto con las grandes plumas, sugiere que Rahonavis tenía alas más grandes y poderosas que los del ave primitiva. Adicionalmente, en Rahonavis los huesos del hombro muestran la evidencia de la inserción de ligamentos que permiten la movilidad independiente necesaria para el aleteo. Chiappe concluye que Rahonavis era capaz de volar, aunque habría sido más torpe en el aire que los pájaros modernos.